# Debreceni Egyetem Matematikai Intézet
A Debreceni Egyetem (DE) Matematikai Intézete 1983-ban alakult meg a Matematikai Tanszékcsoportból, jelenleg 3 önálló tanszékkel működik. Feladata, hogy a matematika alap- és mesterképzési, matematikusi, alkalmazott matematikusi, matematikatanári, és ábrázológeometria- és műszakirajz-tanári szakokon tanuló hallgatókat képezze. Szoros együttműködésben állt a később önállósodó Informatikai Karral (IK), mellyel 2011-ig (a DE-IK új épületének felavatásáig) közös épületben üzemeltek, közös könyvtárat használtak. Az IK kiválása után az épületbe a Földtudományi Intézet költözött a Matematikai Intézet mellé.

## Története
A Debreceni Egyetemen a matematika előadások a Bölcsészettudományi Karon kezdődtek 1924-ben, 1929-től Matematikai Szeminárium néven működtek tovább. Látogatottsága, és a professzori háttér évek alatt nőtt, 1974-ben már összesen 6 szakon folytathatta a mintegy 600 hallgató tanulmányait. Ekkor már 5 tanszék működött keretein belül: Algebra és Számelmélet Tanszék, Analízis Tanszék, Geometria Tanszék, Valószínűségszámítás és Alkalmazott Matematika Tanszék, és Számítástudományi Tanszék. 1983-ban vették fel a Matematikai Intézet nevet a Matematikai Tanszékcsoportból való átalakulással. 1991-ben az Alkalmazott Informatikai, 1994-ben az Információ Technológia Tanszék kezdte meg működését. Ekkor már Matematikai és Informatikai Intézet néven szerepel az évkönyvekben.
2003-ban azonban 4 tanszék egyesülésével a Természettudományi Karról levált az Informatikai Kar, így a Matematikai Intézet 3 tanszékkel működik tovább, neve azóta visszavette a Matematikai Intézetet, amit a mai napig is visel.

## Tanszékek
Jelenleg 3 tanszék működik az intézeten belül:
- Algebra és Számelmélet Tanszék
- Analízis Tanszék
- Geometria Tanszék

### Oktatók
Algebra és Számelmélet Tanszék oktatói:
- Tanszékvezető: Dr. Bérczes Attila

- Dr. Bazsó András
- Bertók Csanád
- Ferenczik Judit
- Dr. Gaál István
- Dr. Győry Kálmán
- Dr. Hajdu Lajos
- Dr. Nyul Gábor
- Dr. Pink István
- Dr. Pintér Ákos
- Dr. Pongrácz András
- Rácz Gabriella (PhD-hallgató)
- Remete László (PhD-hallgató)
- Szabó-Gyimesi Eszter
- Szikszai Márton
- Dr. Tengely Szabolcs
- Dr. Varga Nóra

Analízis Tanszék oktatói:
- Tanszékvezető: Dr. Páles Zsolt

- Dr. Bessenyei Mihály
- Dr. Boros Zoltán
- Dr. Daróczy Zoltán
- Dr. Fazekas Borbála
- Dr. Gát György
- Kiss Tibor
- Dr. Lovas Rezső
- Dr. Maksa Gyula
- Dr. Mészáros Fruzsina
- Dr. Nagy Gergő
- Dr. Novák-Gselmann Eszter

Geometria Tanszék oktatói:
- Tanszékvezető: Dr. Muzsnay Zoltán

- Dr. Figula Ágota
- Herendiné Dr. Kónya Eszter
- Hubicska Balázs (PhD-hallgató)
- Dr. Kovács Zoltán
- Dr. Kozma László
- Dr. Nagy Ábris
- Dr. Szilasi Zoltán
- Dr. Tamássy Lajos
- Dr. Tran Quoc Binh
- Dr. Vincze Csaba